# Jeremias Süßner

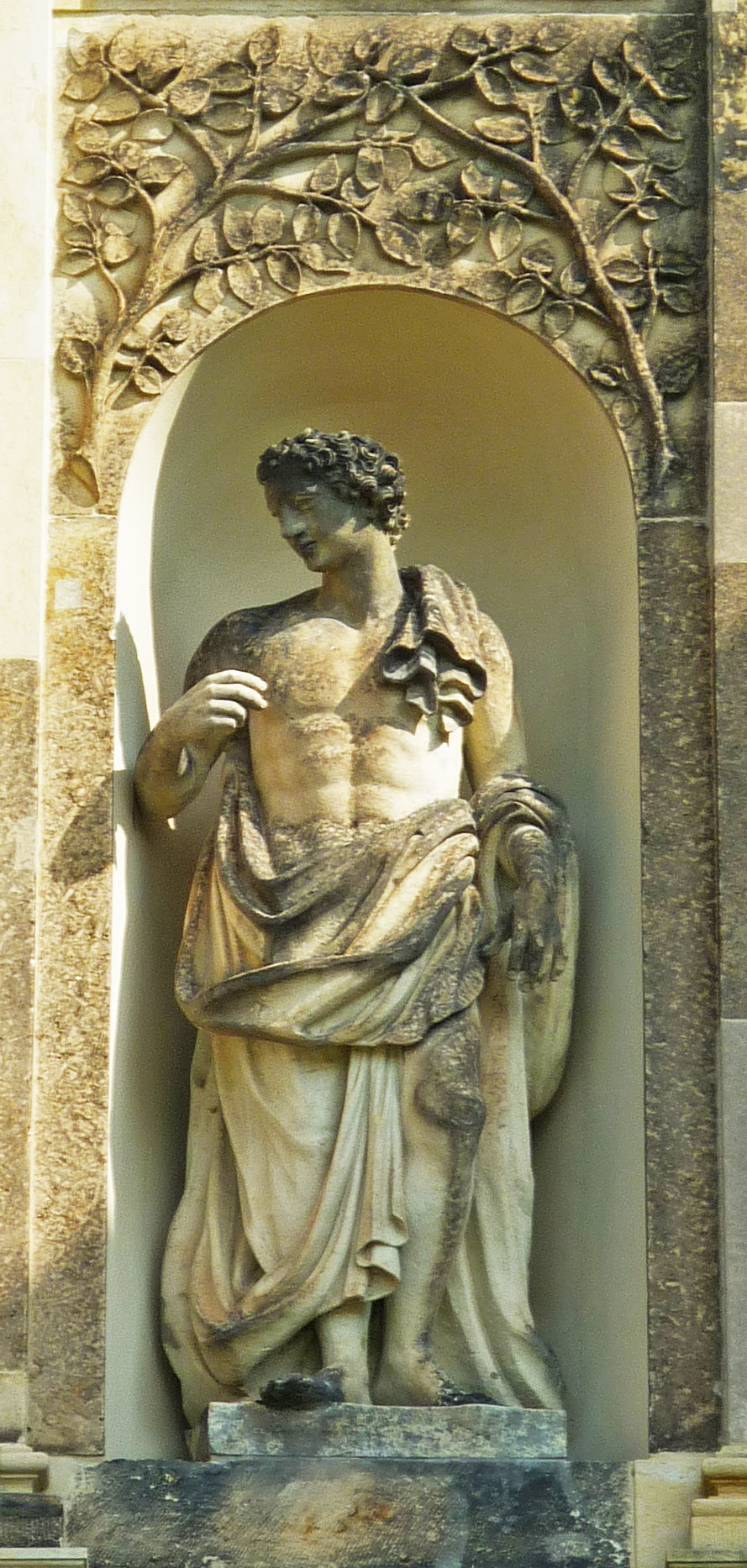
Allegoria del Palazzo nel Grande Giardino, Dresda (1683 circa)

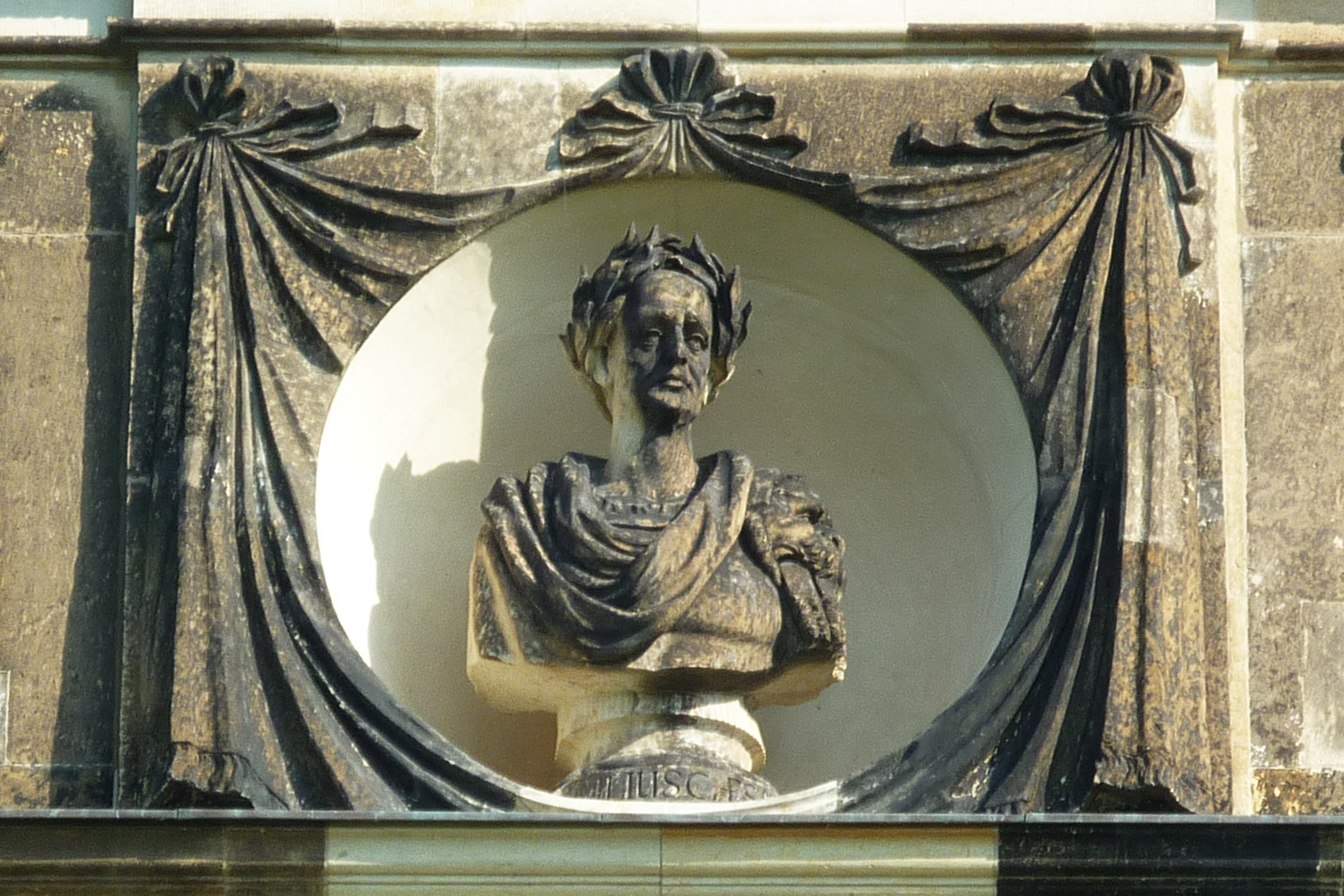
Busto dell'Imperatore nel Palazzo nel Giardino Grande, Dresda (1683 circa)

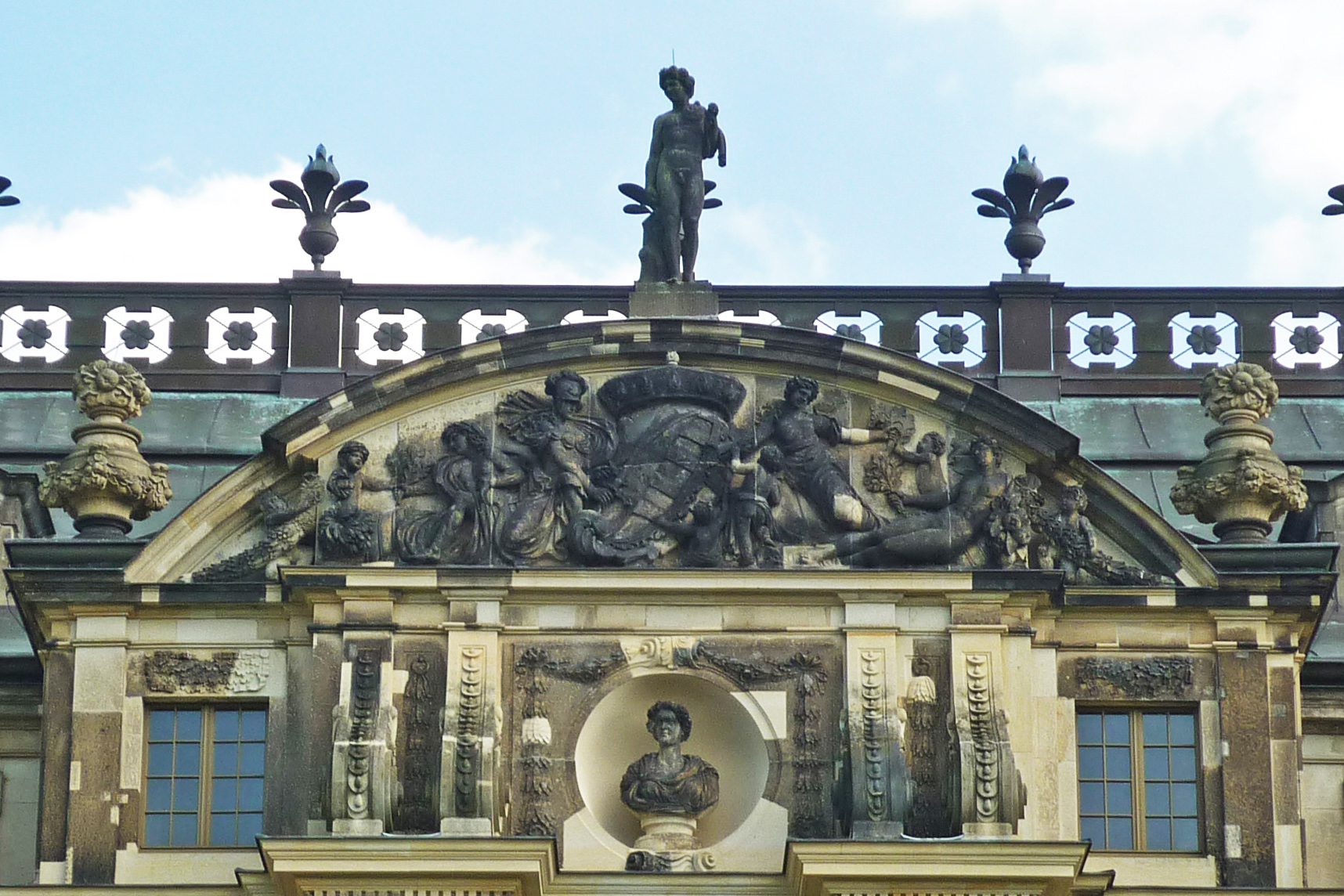
Timpano ovest del Palazzo nel Giardino Grande, Dresda (1683 circa)

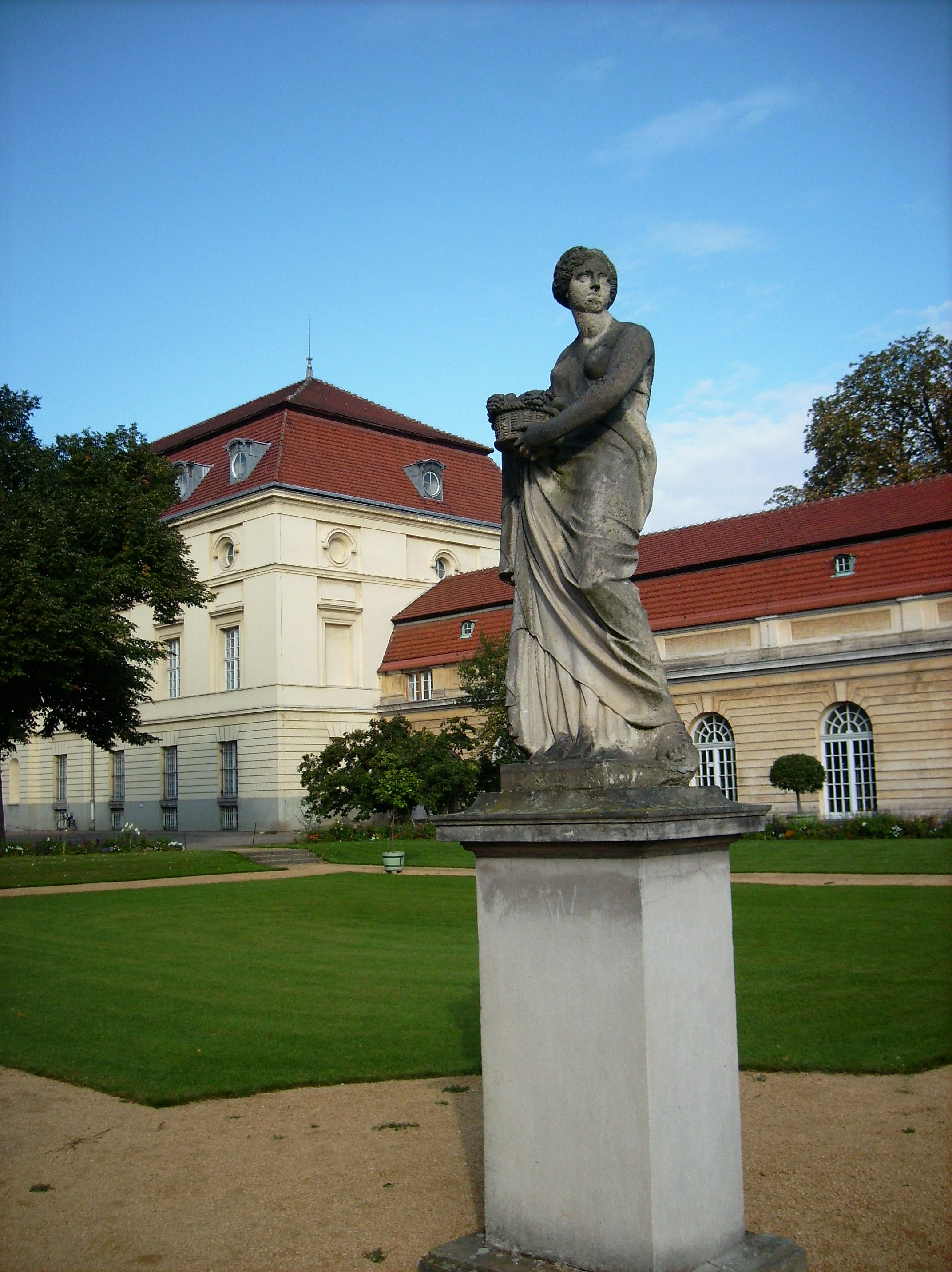
Scultura di Pomona, Jeremias Süssner, nel Castello di Charlottenburg (1688)

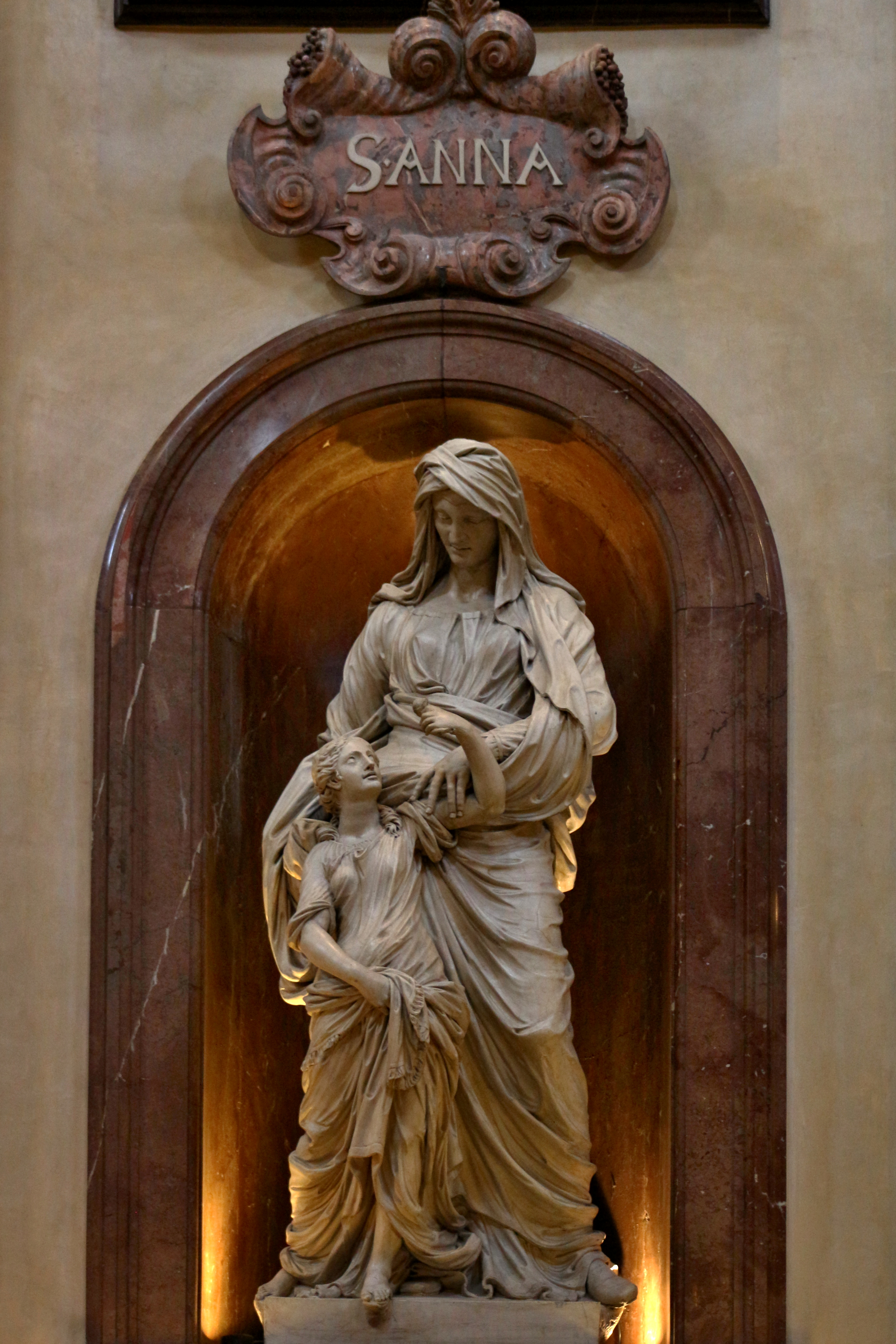
Statua di Sant'Anna nella Chiesa della Croce a Praga (1689/90)

Jeremias Süßner (Schlackenwerth, 12 dicembre 1653 – Dresda, 5 giugno 1690) è stato uno scultore tedesco.

## Biografia
Jeremias era figlio di Paulus e Anna Süßner. Probabilmente era il fratello maggiore di Conrad Max Süßner e fu forse il primo allievo dello scultore Johann Heinrich Böhme a Schneeberg intorno al 1668/1670. In linea con il suo stile, Süßner potrebbe aver trascorso un periodo in Italia negli anni 1670, ma non esistono prove concrete.
Nel 1670, si dice che abbia supervisionato la ristrutturazione del palazzo di Reichstadt per conto del duca Giulio Francesco di Sassonia-Lauenburg ma questo è un problema irrisolto.
Nel 1679/1680 aprì il proprio studio a Dresda, che diresse insieme al fratello Conrad Max. Poiché i due fratelli presumibilmente lavorarono a stretto contatto per oltre dieci anni, le opere di entrambi, in alcuni casi, non possono singolarmente essere attribuite in modo sicuro. La tendenza è che a Jeremias venga attribuito uno stile più antiquato e a Conrad Max uno più dinamico. A Dresda, la bottega Süßner collaborò con le botteghe di altri scultori come George Heermann, da poco tornato dall'Italia, e che inizialmente lavorò principalmente per la corte elettorale della Sassonia. Il grande progetto del Palazzo nel Grande Giardino, con le sue numerose figure sulle facciate e all'interno, offriva molto lavoro. Jeremias Süßner lavorò a questo palazzo con opere in pietra e in stucco.
Nel 1685, Jeremias Süßner entrò in contatto con la corte elettorale di Berlino, ma continuò a gestire il suo laboratorio di Dresda. A quel tempo creò un busto (perduto) in alabastro per l'elettore brandeburghese Federico Guglielmo I. Nel periodo successivo consegnò 12 statue a Brandeburgo, che secondo i documenti di fatturazione provenivano da Dresda.
Nel 1689 creò tre statue per la Chiesa della Croce a Praga, che furono consegnate a destinazione solo dopo la sua morte, nel 1690. Nello stesso anno si trasferì a Berlino, dove il 29 giugno 1689 venne nominato scultore elettorale della corte di Brandeburgo. In questo contesto realizzò 20 busti. Gravemente malato, tornò a Dresda nel 1690 e morì il 5 giugno di tifo.

## Opere (selezione)
- 1680–83: 12 busti di imperatori, quattro grandi allegorie e il frontone sul lato della città nel Palazzo nel Grande Giardino di Dresda, inoltre due busti femminili (distrutti nel 1945) e quattro stucchi femminili (distrutti) nella sala al piano superiore[7]
- intorno al 1682 o più tardi: decorazione figurativa dei portali del cortile del Castello di Dresda (anche questi sono attribuiti alternativamente a suo fratello)[8]
- intorno al 1683/1686: busto di un imperatore (distrutto nel 1945) sul fronte del giardino in Landhausstrasse 13, casa dell'architetto Johann Georg Starcke, Dresda[9]
- 1685: busti in stucco per la corte di Brandeburgo, dodici Cesari e quattro imperatrici, Berlino
- 1687: figura in arenaria di Flora, parco del castello di Charlottenburg a Berlino-Charlottenburg
- 1688: figura in arenaria di Pomona, parco del castello di Charlottenburg di fronte all'Orangerie, Berlino
- 1683–1690: cariatidi sulla balaustra nei giardini del palazzo del Castello di Reichstadt (insieme a Johann Caspar Süßner e Matthias Süßner), Zákupy (Reichstadt) nella Boemia settentrionale
- 1687–1690: quattro grandi statue e due figure sdraiate nel portale d'ingresso del Castello di Oranienburg
- 1687–1690: sculture in arenaria per i giardini del palazzo di Oranienburg, successivamente trasferite a Charlottenburg, Berlino
- 1689/90: statue di San Gioachino, Sant'Anna con Maria e Santa Barbara nella Kreuzherrenkirche a Praga. Furono consegnate a Praga dopo la morte dello scultore e sono documentate come opera di Jeremias.